# 양한나
양한나(1985년 12월 16일 ~ )는 대한민국의 아나운서이다.

## 방송
- 뷰티&부티
- 생생경제 정보톡톡
- 미운우리새끼